# Roodrugvechtkwartel
De roodrugvechtkwartel (Turnix maculosus) is een vechtkwartel die voorkomt in binnen een groot gebied dat reikt van Indonesië tot het zuidoosten van Australië. Daarbinnen worden 14 ondersoorten onderscheiden. De nominaat T. m. maculosus komt voor op de Kleine Soenda-eilanden en werd in 1815 door Coenraad Jacob Temminck beschreven.

## Beschrijving
Het mannetje van de roodrugvechtkwartel is 12 cm lang, het vrouwtje 15 cm. Deze vechtkwartel heeft weinig tekening op de borst en buik. Bij de meeste ondersoorten is de borst egaal roodbruin, bij het vrouwtje duidelijker dan bij het mannetje. Het vrouwtje heeft een gele snavel, die van het mannetje is minder uitgesproken geel. De rug is roodbruin met zwarte streepjes en vlekken. De iris is wit. De 14 ondersoorten verschillen onderling van elkaar.

## Voorkomen en leefgebied
Het verspreidingsgebied reikt van Sulawesi, Kei-eilanden, Kleine Soenda-eilanden, hoofdeiland Nieuw-Guinea, Nieuw-Brittannië, Louisiaden, Salomonseilanden en noordelijk en oostelijk Australië tot in Victoria.
De roodrugvechtkwartel is te vinden in graslanden met hoog gras, moerassig terrein, maar ook hooilanden of velden met luzerne. Ze komen voor tot een hoogte van zo'n 2400 meter boven zeeniveau.
De soort telt 14 ondersoorten:
- T. m. kinneari: Peleng (oostelijk van Sulawesi).
- T. m. beccarii: Sulawesi, Muna en Tomia (Tukangbesi-eilanden).
- T. m. obiensis: Kei-eilanden en Babar.
- T. m. sumbanus: Soemba (Kleine Soenda-eilanden).
- T. m. floresianus: Soembawa, Komodo, Padar, Flores en Alor.
- T. m. maculosus: Roti, Semau, Timor, Wetar, Moa en Kisar.
- T. m. savuensis: Savoe.
- T. m. saturatus: Nieuw-Brittannië, Duke of York (Bismarck-archipel).
- T. m. furvus: Huonschiereiland (noordoostelijk Nieuw-Guinea).
- T. m. giluwensis: centraal Nieuw-Guinea.
- T. m. horsbrughi: zuidelijk Nieuw-Guinea.
- T. m. mayri: de Louisiaden (Nieuw-Guinea).
- T. m. salomonis: Guadalcanal (Salomonseilanden).
- T. m. melanotus: noordelijk en oostelijk Australië.